# Psychomyia itoae
Psychomyia itoae är en nattsländeart som beskrevs av Schmid 1997. Psychomyia itoae ingår i släktet Psychomyia och familjen tunnelnattsländor. Inga underarter finns listade i Catalogue of Life.